# Holzschädlingsbekämpfung
Holzschädlingsbekämpfung an Bau- und Werkhölzern dient im Vergleich zum vorbeugenden Holzschutz der Bekämpfung aktiv am Holz wirkender tierischer und pilzlicher Holzschädlinge. Die Holzschädlingsbekämpfung im Forstbereich ist ein eigenes Thema.

## Gesetzliche/Normative Regelungen
Die Bekämpfung pilzlicher und tierischer Holzschädlinge ist in Deutschland im Wesentlichen in der DIN 68800-4 geregelt. Im Gegensatz zu den Teilen 2 und 3 der Norm, die vorbeugende Holzschutzmaßnahmen zum Inhalt haben, ist Teil 4 nicht bauaufsichtlich eingeführt und hat somit keine Gesetzeskraft. Die Empfehlungen dieses Normteils gelten jedoch als anerkannte Regeln der Technik und sind insofern in der Regel Voraussetzung für eine fachgerechte Bekämpfungsmaßnahme. In begründeten Einzelfällen (zum Beispiel im Bereich denkmalgeschützter Gebäude) kann es aber sinnvoll sein, ein von der Norm abweichendes Sonderverfahren anzuwenden.
Für bestimmte Schädlingsarten, insbesondere für den Echten Hausschwamm, den Hausbockkäfer oder Termiten gilt in einigen Bundesländern eine in der jeweiligen Landesbauordnung verankerte Meldepflicht.
Im Zusammenhang mit Holzschädlingsbekämpfungsmaßnahmen werden oft weitere gesetzliche Regelungen berührt, zum Beispiel das Chemikaliengesetz und die Gefahrstoffverordnung.

## Verfahrenstechniken
Die zurzeit in Deutschland zugelassenen Holzschädlingsbekämpfungsverfahren lassen sich in folgende Kategorien einteilen:

### Chemische Holzschädlingsbekämpfung
Hier werden unter Verwendung nach Holzschutzmittelverzeichnis zugelassener chemischer Holzschutzmittel pilzliche und tierische Holzschädlinge bekämpft.
Die chemische Bekämpfung holzzerstörender Insekten lässt sich grob in zwei Bereiche untergliedern.
- Chemische Bekämpfung durch Behandlung der Holzoberfläche
- Chemische Bekämpfung durch Bohrlochinjektionen

Eine normgerechte Bekämpfung von pilzlichen Schädlingen im Holz ist mit chemischen Mitteln grundsätzlich nicht möglich. Holzschutzmittel gegen Pilze sind im Holz nur vorbeugend einsetzbar. Die einzige normgerechte Maßnahme zur Bekämpfung von Pilzen im Holz besteht derzeit in der Demontage bzw. im Rückschnitt der befallenen Holzteile (Ausnahmen sind bei denkmalpflegerisch wertvollen Bauteilen möglich). Bei Befall durch holzzerstörende Pilze im Mauerwerk (insbesondere durch den Echten Hausschwamm) werden hingegen chemische Mittel (sogenannte „Schwammsperrmittel“) eingesetzt, um den Befall einzudämmen.

### Heißluftverfahren
Durch Aufheizung befallener Holzbauteile werden tierische Holzschädlinge abgetötet. Der Vorteil des Verfahrens ist, dass es ohne möglicherweise auch für Menschen gesundheitsschädliche chemische Stoffe auskommt. Nachteil ist, dass ein Neubefall der behandelten Holzteile möglich ist. Die Bekämpfung im Heißluftverfahren erfolgt im Wesentlichen in zwei Anwendungstechniken:
- an den Holzbauteilen oder der hölzernen Gesamtkonstruktion eines Gebäudes mit mobilen Gerätschaften.
- in meist stationären feuchtegeregelten Klimakammern mit geschlossenen Luftkreisläufen. Der Einsatz zielt auf transportable Holzbauteile. Durch die genaue Steuerung der Temperatur und Feuchte können in dieser Technik auch sehr empfindliche Teile behandelt werden.
- kleine Gegenstände wie Uhrgehäuse können in einer Sauna ausreichend erwärmt werden. Metallteile sollten vorher ausgebaut werden.

#### Mobile Bekämpfung an Gebäuden
Grundzüge der Verfahrenstechnik: Mit Hochleistungslufterhitzern werden große Mengen heißer Luft (~ 12.000 m³/h mit 120 °C) in den Dachstuhl geblasen. Durch kontinuierliche Umströmung aller freiliegenden Konstruktionshölzer mit heißer Luft werden diese langsam aufgeheizt.
Bei einer Temperatur ab 55 °C im Holzinneren beginnt die Abtötung der darin befindlichen Larven und Eier. Nach 60 Minuten ist durch die hohe Zeittoleranz die Abtötung in jedem Fall erfolgt. Die Wirkungsweise der thermischen Verfahren besteht darin, dass durch ausreichend hohe Temperaturen im gesamten Holzquerschnitt die darin befindlichen Insekten durch Eiweißgerinnung in allen Stadien (Eier, Larven, Puppen, Käfer) abgetötet werden. Durch regelmäßige Kontrolle der Luft- und Holzkerntemperaturen durch Messfühler wird die Abtötung kontrolliert. Die Beheizung lässt sich bei entsprechender Planung und Sondertechnik auch in schwer zugänglichen oder abgeschirmten Bereichen einsetzen (zum Beispiel ausgebaute Dachschrägen, Abstellungen, Deckenhohlräume oder ähnliches). Erfahrungsgemäß sind als Beheizungszeit für einen durchschnittlichen Dachstuhl ca. 6 bis 14 Stunden notwendig.
Durch dieses Verfahren lässt sich in den durchheizten Hölzern ohne Einbringung von chemischen Wirkstoffen eine 100-prozentige sofortige Abtötung aller Holzschädlinge erreichen. Der Erfolg der Maßnahme hängt von einer gewissenhaften Planung, einer fachgerechten handwerklichen Ausführung und den damit verbundenen Qualitätssicherungsmaßnahmen ab. Mit den Bekämpfungsmaßnahmen sind nur Fachfirmen mit entsprechender Sachkunde (zum Beispiel Sachkundenachweis für Holzschutz am Bau) zu betrauen, die über einschlägige Kenntnisse, nachweisbare Erfahrungen und die erforderliche Technik verfügen (siehe jeweilige Landesbauordnungen, DIN 68800-4 sowie VOB).
Die thermischen Verfahren bieten keinen vorbeugenden Schutz gegen einen Neubefall durch holzzerstörende Insekten.
Dichtigkeit: Der zu behandelnde Raum selbst muss keine vollständige Dichtigkeit besitzen, da ständig Heißluft zugeführt wird, die dann der nachströmenden Heißluft Platz machen muss. Allerdings ist ein unkontrolliertes Entweichen der zugeführten Heißluft über größere Öffnungen wie zum Beispiel Fenster, Türöffnungen usw. nicht sinnvoll. Vielmehr sollte die Luft gezielt an den tiefsten Punkten des Raumes entweichen (zum Beispiel Traufe des Daches).
Temperaturen: Das Objekt bedarf der besonderen Überprüfung hinsichtlich der Hitzeverträglichkeit. Die Luft-Temperatur sollte im zu behandelnden Raum langfristig 120 °C nicht überschreiten. Die Austrittsöffnung des Zuleitungsrohres ist mindestens in einem Meter Entfernung von leicht entflammbaren Stoffen (Baustoffklasse B3 nach DIN 4102-1; Papier, Pappe und dgl.) zu halten. Bei Vorhandensein hitzeempfindlicher Bauteile (Kunststoffe, elektronische Bauteile usw.) innerhalb der zu beheizenden Räume sind geeignete Vorkehrungen zu treffen.

#### Stationäre Anlagen
Die stationären Anlagen nutzen das gleiche Anwendungsprinzip. Zur Behandlung dienen entsprechend konstruierte Kammern, in denen vor allem transportable Teile behandelt werden. In einem geschlossenen Kreislauf wird elektronisch gesteuert die Luft entsprechend temperiert und befeuchtet.

### Überhitzung durch Mikrowellen
Ein Magnetron mit angeschlossenem Hornstrahler durchstrahlt das Holz und überhitzt dabei innerhalb von etwa drei Minuten alle (wasserhaltigen) Lebewesen. Voraussetzung ist ein ausreichend starkes elektromagnetisches Feld, weshalb das bestrahlte Volumen bei einem 500 W-Magnetron 10 Liter nicht übersteigen soll. Durch eine Verpackung des Zielvolumens mit einer Metallfolie lässt sich die Feldstärke erhöhen und die Zeitdauer reduzieren. Das Verfahren hat sich insbesondere bei Dachgebälk bewährt, es bietet aber keinen vorbeugenden Schutz gegen einen Neubefall durch holzzerstörende Insekten. Bei Nutzung eines Magnetrons muss aber berücksichtigt werden, dass alle wasserhaltigen Teile von der Mikrowellenstrahlung erfasst werden, also auch die Wassermoleküle, die als Restfeuchte in den Holzfasern vorhanden sind. Eine zu hohe Energiezuführung kann daher auch zur Verkohlung oder zur Inbrandsetzung des Holzes führen. Bei zu schneller Energiezuführung und entsprechendem Abschluss führt dies gegebenenfalls auch zur Rissbildungen im Holz.

### Begasung
Es gibt bei der sogenannten Begasung zwei Gruppen von Gasen, die angewendet werden:
- Gase, deren Anwendung wegen ihrer hohen Toxizität den Nachweis einer besonderen Befähigung des Anwenders erfordert.
- Gase, die überwiegend erstickend wirken und keiner Anwendungsbeschränkung unterliegen.

Durch Begasung befallener Hölzer werden in Gebäuden oder in Kammern (zum Beispiel Containerbegasung) tierische Holzschädlinge abgetötet.

### Allgemein
- Johann Heinrich von Thünen-Institut – Institut für Holztechnologie und Holzbiologie (ehemals Bundesforschungsanstalt für Forst- und Holzwirtschaft (BFH))
- Deutscher Holz- und Bautenschutzverband (DHBV)
- www.holzfragen.de
- Arbeitskreis Thermische Holzschädlingsbekämpfung
- Gütegemeinschaft Holzschutzmittel e. V.
- Insektenbekämpfung im Holz, Vorsicht Falle
- Bekämpfung von Holzschädlingen
- Verbraucherleitfaden Holzschutzmittel vom Bundesministerium für Ernährung, Landwirtschaft und Verbraucherschutz – PDF-Datei (624 kB)
- PDF Dateien zum Holzschutz

### Bekämpfung
- Containerbegasung, Begasungsmittelrückstände in Importcontainern, Sicherheitsabstände bei Containerbegasungen (PDF-Datei; 22,96 MB)
- Merkblatt der DGFH zur Begasung (PDF-Datei; 269 kB)
- Arbeitskreis Thermische Holzschädlingsbekämpfung

### Zeitungsbeitrag
- Claudia Crodel: In der Kirche ist der Wurm drin –  Kein Gottesdienst, kein Gebet vor Ort. Der Zutritt war strengstens verboten, denn zur Bekämpfung der Holzschädlinge wurde der gesamte Bau abgedichtet und für 72 Stunden begast. über die Begasung der Kirche in Gollma, pdf, Druckseite 7 in „Glaube und Heimat“, 9. Mai 2021, abgerufen am 13. Mai 2021.